# Bieg Piastów
Bieg Piastów – międzynarodowa impreza narciarska odbywająca się na Polanie Jakuszyckiej w Szklarskiej Porębie od 1976 roku.
Bieg Piastów odbywa się corocznie, przeważnie w pierwszy marcowy weekend. Od 2014 roku Bieg Piastów wydłużony został do 9-dniowej imprezy nazywanej Festiwalem Narciarstwa Biegowego. W jego skład wchodzą biegi główne na 50 km stylem klasycznym, 25 km st. klasycznym, 30 km st. dowolnym oraz biegi dodatkowe stylem klasycznym na dystansach 7 km i 12 km. Cały festiwal dopełniają inne biegi tj. Rodzinna Dziesiątka, Memorial Stanisława Michonia oraz Nocna Dziesiątka. W ramach Festiwalu rozgrywane są także biegi dzieci.
Od 1995 roku Bieg Piastów należy do Europejskiej Ligi Biegów Długodystansowych Euroloppet, a 13 czerwca 2008 w szwedzkiej miejscowości Mora działacze Międzynarodowej Federacji Narciarskiej (FIS) podjęli decyzję o przyjęciu Biegu Piastów do Światowej Ligi Biegów Długodystansowych (Worldloppet Ski Federation).
W latach 2014–2016 Bieg Piastów należał do cyklu FIS Worldloppet Cup, czyli Pucharu Świata w Maratonach Narciarskich.
W 2017 roku w Biegu Piastów wzięła udział Justyna Kowalczyk na dystansie 50 km stylem klasycznym.
W 2021 roku z powodu pandemii COVID-19 Bieg Piastów odbył się w formule startów indywidualnych, z możliwością przebiegnięcia dystansu na oficjalnych trasach, a także w dowolnym miejscu na świecie.

## Zwycięzcy Biegu Piastów
| Edycja      | Rok  | Zwycięzca                              | Miasto/Kraj                            |
| ----------- | ---- | -------------------------------------- | -------------------------------------- |
| I BP        | 1976 | Stanisław Michoń                       | Miłków                                 |
| II BP       | 1977 | Jan Staszel                            | Zakopane                               |
| III BP      | 1978 | Stanisław Michoń                       | Miłków                                 |
| IV BP       | 1979 | Edward Dudek                           | Wałbrzych                              |
| V BP        | 1980 | Zbigniew Lis                           | Jelenia Góra                           |
| VI BP       | 1981 | Wiesław Przybyszewski                  | Wałbrzych                              |
|             | 1982 | Bieg odwołany z powodu stanu wojennego | Bieg odwołany z powodu stanu wojennego |
| VII BP      | 1983 | Zbigniew Lis                           | Jelenia Góra                           |
| VIII BP     | 1984 | Waldemar Witulski                      | Sosnówka                               |
| IX BP       | 1985 | Stanisław Michoń                       | Miłków                                 |
| X BP        | 1986 | Mirosław Grabowski                     | Karpacz                                |
| XI BP       | 1987 | Waldemar Witulski                      | Sosnówka                               |
| XII BP      | 1988 | Jaroslav Balatka                       | Czechosłowacja                         |
| XIII BP     | 1989 | Zbigniew Lis                           | Jelenia Góra                           |
| XIV BP      | 1990 | Mariusz Jasiński                       | Szklarska Poręba                       |
| XV BP       | 1991 | Mirosław Grabowski                     | Karpacz                                |
| XVI BP      | 1992 | Jan Wojtas                             | Podgórzyn                              |
| XVII BP     | 1993 | Wiesław Cempa                          | Zakopane                               |
| XVIII BP    | 1994 | Kazimierz Urbaniak                     | Mieroszów                              |
| XIX BP      | 1995 | Ryszard Łabaj                          | Istebna                                |
| XX BP       | 1996 | Roman Skalický                         | Czechy                                 |
| XXI BP      | 1997 | Roman Skalický                         | Czechy                                 |
| XXII BP     | 1998 | Bieg odwołany z powodu braku śniegu    | Bieg odwołany z powodu braku śniegu    |
| XXIII BP    | 1999 | Henryk Gazurek                         | Istebna                                |
| XXIV BP     | 2000 | Petr Michl                             | Czechy                                 |
| XXV BP      | 2001 | Stanislav Řezáč                        | Czechy                                 |
| XXVI BP     | 2002 | Stanislav Řezáč                        | Czechy                                 |
| XXVII BP    | 2003 | Robert Krupička                        | Czechy                                 |
| XXVIII BP   | 2004 | Tomáš Jakoubek                         | Czechy                                 |
| XXIX BP     | 2005 | Alaksiej Iwanou                        | Białoruś                               |
| XXX BP      | 2006 | Tomáš Jakoubek                         | Czechy                                 |
| XXXI BP     | 2007 | Petr Novák                             | Czechy                                 |
| XXXII BP    | 2008 | Petr Novák                             | Czechy                                 |
| XXXIII BP   | 2009 | Stanislav Řezáč                        | Czechy                                 |
| XXXIV BP    | 2010 | Petr Novák                             | Czechy                                 |
| XXXV BP     | 2011 | Viktor Novotný                         | Czechy                                 |
| XXXVI BP    | 2012 | Mariusz Michałek                       | Polska                                 |
| XXXVII BP   | 2013 | Petr Novák                             | Czechy                                 |
| XXXVIII BP  | 2014 | Benjamin Seifert                       | Niemcy                                 |
| XXXIX BP    | 2015 | Petr Novák                             | Czechy                                 |
| XXXX BP     | 2016 | Toni Livers                            | Szwajcaria                             |
| XXXXI BP    | 2017 | Pavel Ondrasek                         | Czechy                                 |
| XXXXII BP   | 2018 | Jiri Rocarek                           | Czechy                                 |
| XXXXIII BP  | 2019 | Pavel Ondrášek                         | Czechy                                 |
| XXXXIV BP   | 2020 | Dominik Bury                           | Polska                                 |
| XXXXV BP    | 2021 | Bieg w formule indywidualnej           | Bieg w formule indywidualnej           |
| XXXXVI BP   | 2022 | Michał Skowron                         | Polska                                 |
| XXXXVII BP  | 2023 | Michał Skowron                         | Polska                                 |
| XXXXVIII BP | 2024 | Bieg odwołany z powodu braku śniegu    | Bieg odwołany z powodu braku śniegu    |
| XXXXIX BP   | 2025 | Thomas Bing                            | Niemcy                                 |

## Zwyciężczynie Biegu Piastów
Wyniki Biegu Piastów kobiet w ramach Worldloppet.
| Edycja      | Rok  | Zwycięzca                           | Miasto/Kraj                         |
| ----------- | ---- | ----------------------------------- | ----------------------------------- |
| XXXIII BP   | 2009 | Zuzana Kocumová                     | Czechy                              |
| XXXIV BP    | 2010 | Kamila Rajdlová                     | Czechy                              |
| XXXV BP     | 2011 | Martina Chrástková                  | Czechy                              |
| XXXVI BP    | 2012 | Martina Chrástková                  | Czechy                              |
| XXXVII BP   | 2013 | Zuzana Kocumová                     | Czechy                              |
| XXXVIII BP  | 2014 | Natalia Grzebisz                    | Polska                              |
| XXXIX BP    | 2015 | Tatjana Mannima                     | Estonia                             |
| XXXX BP     | 2016 | Adéla Boudíková                     | Czechy                              |
| XXXXI BP    | 2017 | Justyna Kowalczyk                   | Polska                              |
| XXXXII BP   | 2018 | Monique Siegel                      | Niemcy                              |
| XXXXIII BP  | 2019 | Justyna Kowalczyk                   | Polska                              |
| XXXXIV BP   | 2020 | Klára Moravcová                     | Czechy                              |
| XXXXV BP    | 2021 | Bieg w formule indywidualnej        | Bieg w formule indywidualnej        |
| XXXXVI BP   | 2022 | Adéla Boudíková                     | Czechy                              |
| XXXXVII BP  | 2023 | Adéla Boudíková                     | Czechy                              |
| XXXXVIII BP | 2024 | Bieg odwołany z powodu braku śniegu | Bieg odwołany z powodu braku śniegu |
| XXXXIX BP   | 2025 | Tereza Hujerová                     | Czechy                              |